# Bricolaje

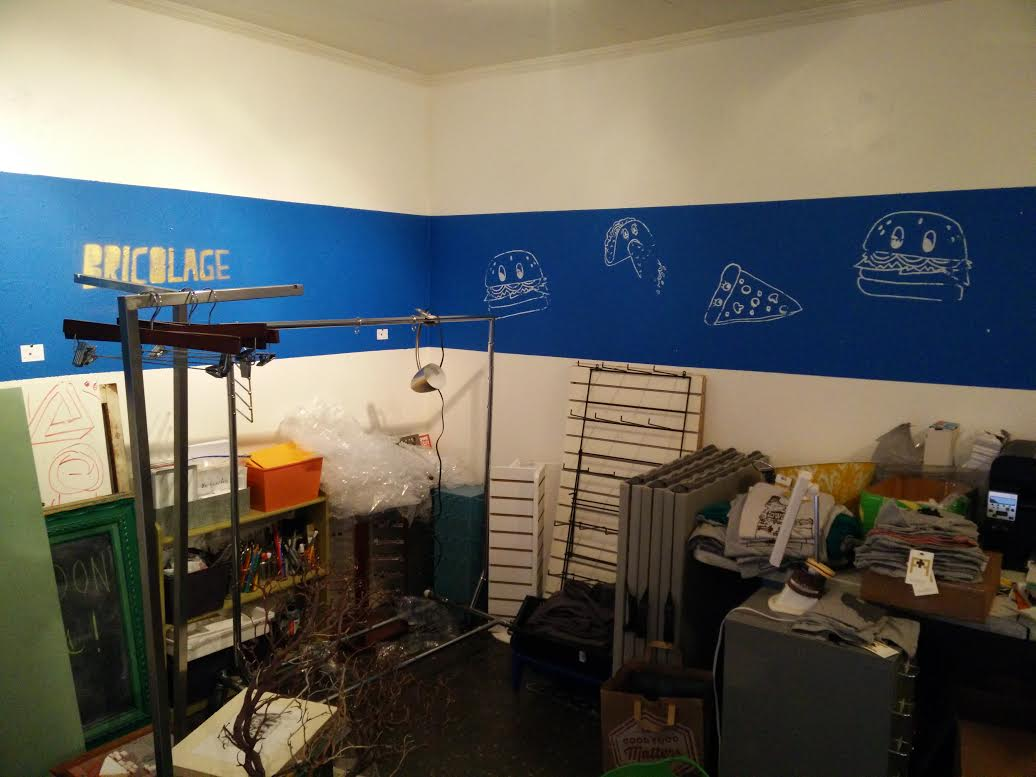
Un hackerspace con material para bricolaje.

El bricolaje  (del francés bricolage) es la actividad manual que realiza una persona como aficionada, sin recurrir a los servicios de un profesional, para la creación, mejora, mantenimiento o reparación, en especialidades como albañilería, carpintería, electricidad, fontanería, etc. Este movimiento surgió en Inglaterra en los años 50 y rápidamente se extendió luego por todo el continente europeo, y de allí a otros lugares y a otras culturas.
El bricolaje es una actividad creativa que reutiliza lo preexistente por medio del empleo de los más variados recursos; para muchas personas es una actividad sencilla, entretenida, apasionante, motivadora, y con un aporte de utilidad para el hogar o para la familia, e incluso hasta beneficiosa para la salud (esto último en la medida que permite a una persona realizar actividades creativas y variadas en cuanto a lo físico, mental o intelectual, a quien de otra forma tal vez pasaría largos períodos de inactividad y de aburrimiento).

## Características
El bricolaje es una actividad manual que se realiza en los momentos de ocio, de una manera no profesional y dentro del hogar o domicilio, que consiste en la realización de pequeños trabajos de diversa complejidad, generalmente manuales, con el objetivo de conseguir:
- La solución de problemas, dificultades, averías o la posibilidad de llevar a cabo cualquier proyecto que se presente en casa, con la satisfacción personal de haberlo conseguido.
- Prescindir de la actividad de un profesional que solucione el problema, realizando la tarea uno mismo. Así el bricolaje es un tipo de  pasatiempo no relacionado con la actividad laboral del individuo que la realiza, por lo que se convierte en una actividad de ocio, en una afición o entretenimiento.
- Rentabilizar los recursos económicos, pues se ahorra el desembolso del dinero que habría que pagar a un profesional, si uno mismo compra los materiales necesarios a un precio moderado en tiendas especializadas.
- Una actividad física, puesto que determinados trabajos requieren un esfuerzo físico a veces considerable y también mental. Se debe tomar en cuenta la seguridad, leer previamente los manuales del uso de las herramientas, ropa de trabajo adecuada, eso incluye mascarillas, guantes, gafas y otros, de requerirlo, buena iluminación y ventilación del lugar de trabajo y algo muy importante. que es tomar intervalos de descanso y evitar usar herramientas y posturas por mucho tiempo. Para finalizar. un buen consejo es que si está cansado o fatigado no lo haga, pospóngalo y recuerde que su seguridad es primero.[3]

## Actividades
El bricolaje comprende varias actividades con diferentes grados de complejidad. Entre las más frecuentes se hallan las siguientes:
- Aislamiento del hogar.
- Albañilería: puede incluir el solado y alicatado e incluso la construcción de la casa de uno mismo.
- Carpintería: incluye la construcción y reparación de muebles, el trabajo del metal, los suelos de madera.
- Cerrajería: comprende la fabricación, modificación e instalación de barreras para preservar la seguridad de algo.
- Cristalería: trabajo del vidrio.
- Electricidad: comprende la instalación eléctrica y mantenimiento de electrodomésticos.
- Electrónica: permite mantener antenas, equipos de audio, imagen, sensores, fuentes de corriente directa, domótica y redes asociadas.
- Fontanería: Es el trabajo de tuberías y artefactos de distribución de agua y gas.
- Decoración: diseño estético de un interior.
- Jardinería: podría incluirse como una gran actividad del bricolaje.
- Manualidades: es la elaboración de objetos, generalmente para uso decorativo y es principalmente asociada con pasatiempos.
- Mecánica del automóvil, de la moto y bicicleta.
- Pintura: puede incluir el empapelado y el decapado de pintura.

El desempeño de estos trabajos supone el conocimiento de las herramientas, materiales, ferretería y proceso de ejecución, que se adquiere de forma activa unas veces por la comunicación con amigos o familiares, pero la mayoría de las veces de una forma autodidacta, buscando información en revistas especializadas y tradicionales que dedican una sección especializada al bricolaje, libros, programas de televisión, blogs y páginas web en internet.

## Otras áreas

### Arte
En arte, el bricolaje es una técnica donde se crea a partir de materiales diversos comunes o a la mano, y se ve como característico de los trabajos postmodernos.
También pueden producirse en masa o de "basura".

### Biología
En biología el biólogo François Jacob usa el término bricolaje para describir el carácter aparentemente desordenado de muchas estructuras biológicas. Lo ve como consecuencia de la historia evolucionaria del organismo (Molino 2000, p.169).

### Cultura
En los estudios culturales el bricolaje indica un proceso por el cual la gente adquiere objetos de varias divisiones sociales para crear nuevas identidades culturales. En particular es una característica de las subculturas como por ejemplo el movimiento punk. Aquí los objetos que poseen un significado o ninguno en absoluto en la cultura dominante son adquiridos y obtienen un nuevo significado, frecuentemente subversivo.

### Sistemas de información
En los sistemas de información, el bricolaje es usado por Claudio Ciborra para describir la manera en que pueden crearse Sistemas Estratégicos de Información (SEI) de forma que mantengan una ventaja competitiva durante mucho tiempo sobre los SEI comunes.

### Manejo de contenidos
En la tecnología de la información, bricolaje es un sistema de manejo de contenidos de código abierto.